# Spaltentransposition
Die Spaltentransposition ist ein historisches Verschlüsselungsverfahren, das mittels Transposition arbeitet. Dabei werden die Zeichen des Klartexts (zumeist Buchstaben) umsortiert. Dies wird durch einen geheimen Schlüssel gesteuert.
Die Transposition ist eine der beiden grundlegenden Methoden der Verschlüsselung. Die andere ist die Substitution, bei der die Klartextzeichen an ihrem Platz bleiben, jedoch (zumeist) durch andere Zeichen ersetzt („substituiert“) werden.

## Verfahren
Beim Spaltentranspositionsverfahren wird eine rechteckige Anordnung benutzt, die auch als Matrix bezeichnet wird. Diese besteht aus mehreren Zeilen und zwar so vielen, wie nötig sind, um den Klartext einzutragen. Die Anzahl der Spalten wird durch die Anzahl der Zeichen des Schlüssels bestimmt. Dabei handelt es sich meist um ein Kennwort aus Buchstaben, auch Schlüsselwort genannt. Der Klartext wird zeilenweise in die Matrix eingetragen.
Als Geheimtext werden die einzelnen Buchstaben des Klartextes spaltenweise aus der Matrix ausgelesen, wobei die Reihenfolge des Auslesens der Spalten durch die alphabetische Reihenfolge der Buchstaben des Kennworts bestimmt wird.

## Beispiel
Der folgende Klartext soll mithilfe der Spaltentransposition verschlüsselt werden. Das Schlüsselwort sei „WIKIPEDIA“. Es besteht aus neun Buchstaben. Somit ist der Klartext zeilenweise in ein Rechteck der Breite 9 einzutragen. Falls in der letzten Zeile weniger als neun Buchstaben stehen, so bleibt der Rest leer.
Klartext:
```
DIESISTNUREINBEISPIELTEXTUNDERDIENTHIERINUNSERERWIKIPEDIAZURILLUSTRATIONDERSPALTENTRANSPOSITION
```

Rechteck:
```
WIKIPEDIA
---------
DIESISTNU
REINBEISP
IELTEXTUN
DERDIENTH
IERINUNSE
RERWIKIPE
DIAZURILL
USTRATION
DERSPALTE
NTRANSPOS
ITION
```

Die Reihenfolge des Auslesens wird durch das Schlüsselwort bestimmt, dessen einzelne Buchstaben in alphabetischer Reihenfolge zu nummerieren sind (A entspricht 1, D entspricht 2 usw. Identische Buchstaben werden in der Reihenfolge ihres Auftretens nummeriert, siehe die drei „I“ an Position 4, 5 und 6). Aus WIKIPEDIA wird so 947583261.
```
WIKIPEDIA
947583261
```

Der obige Text wird nun spaltenweise in der Reihenfolge dieser Nummerierung ausgelesen.
Ausgelesene Spalten:
```
1 (A)      2 (D)      3 (E)      4 (I)       5 (I)       6 (I)      7 (K)       8 (P)       9 (W)
UPNHEELNES TITNNIIILP SEXEUKRTAS IEEEEEISETT SNTDIWZRSAO NSUTSPLOTO EILRRRATRRI IBEINIUAPNN DRIDIRDUDNI
```

Um nicht die Länge der einzelnen Spalten beziehungsweise die Länge des Schlüsselworts zu verraten, wird der Geheimtext in Gruppen vorgegebener Länge, zumeist in Fünfergruppen gesendet, also:
Geheimtext (in Fünfergruppen):
```
UPNHE ELNES TITNN IIILP SEXEU KRTAS IEEEE EISET TSNTD IWZRS AONSU TSPLO TOEIL RRRAT RRIIB EINIU APNND RIDIR DUDNI
```

## Doppelte Spaltentransposition
Die oben dargestellte „einfache“ Spaltentransposition bietet keine große Sicherheit gegen unbefugte Entzifferung. Sie kann aber durch einen zweiten Verfahrensschritt zur doppelten Spaltentransposition verbessert werden, auch Doppelwürfel genannt. Hierzu fasst man den oben angegebenen Geheimtext nur als Zwischentext auf, den man in einem zweiten Verfahrensschritt mithilfe eines zweiten Schlüsselworts einer weiteren Spaltentransposition unterwirft. Dies ergibt den Geheimtext des doppelt spaltentransponierten Klartextes. Wichtig ist, dass die beiden Schlüsselwörter keinesfalls gleich lang sind. Am besten sind deren Längen zueinander relativ prim. So erreicht man eine recht gute Durchmischung der Buchstaben.

## Entschlüsselung
Der befugte Empfänger der Nachricht ist im Besitz des einen oder der beiden Schlüssel. Somit kennt er auch die Breite der Rechtecke, in die er den Text eintragen muss. Unter Umkehrung der oben beschriebenen Verfahrensschritte, also nun spaltenweises Eintragen und zeilenweises Auslesen, lässt sich der Geheimtext entschlüsseln und so der ursprüngliche Klartext zurückgewinnen.

## Entzifferung
Wie fast alle Handschlüsselverfahren, bieten in der heutigen Zeit weder die einfache noch die doppelte Spaltentransposition einen hinreichenden Schutz gegen unbefugte Entzifferung. So gelang es dem israelischen Kryptoanalytiker George Lasry einfache Spaltentranspositionen, selbst solche mit sehr langen Schlüsseln, mithilfe von Hill Climbing zu brechen. Auch ein als Herausforderung speziell konstruiertes Kryptogramm, das im Jahr 2007 durch Klaus Schmeh mithilfe der doppelten Spaltentransposition erzeugt und veröffentlicht worden war, konnte im November 2013 gebrochen werden. Insofern sollte man heutzutage wirklich wichtige Geheimnisse nicht mithilfe solch historischer Verfahren vor fremden Blicken schützen wollen.